# Президент Фиджи
Президент Фиджи — глава государства и Верховный Главнокомандующий вооружённых сил в Республике Фиджи.
Фиджи было провозглашено республикой в 7 октября 1987 года с последующим отречением британской королевы Елизаветы II от престола в доминионе Фиджи, после двух военных переворотов 1987 года под руководством подполковника Ситивени Рабука. 5 декабря 1987 года последний генерал-губернатор Фиджи Рату Сэр Пенаиа Нганилау стал первым президентом Республики Фиджи.
По Конституциям 1990 и 1997 годов президент избирался Большим Советом вождей на пятилетний срок. По новой Конституции, принятой в 2013 году, он избирается Парламентом Фиджи на трехлетний срок. Роль президента в политической жизни страны в основном церемониальна, однако он обладает определённой властью, применимой в случае национального кризиса. По новой Конституции он также является Главнокомандующим Вооружённых Сил Фиджи.
Президент формально назначает Премьер-министра, который должен получить поддержку большинства в Парламенте. На практике это означает, что лидер крупнейшей политической партии или коалиции обычно становится премьер-министром, делая роль президента в назначении немногим больше, чем формальностью. Однако иногда парламент не может прийти к соглашению из-за раздробленности. В таких случаях президент берёт на себя роль арбитра и после обсуждения со всеми политическими фракциями должен назначить премьер-министром человека, который, по его мнению, будет принят парламентским большинством. При назначении премьер-министра президент формально назначает кабинет из десяти — двадцати пяти министров, которые представляют исполнительную власть. Также существует президентский совет, дающий советы президенту по вопросам государственной важности, а до марта 2012 года существовал Большой Совет вождей, состоящий из самых влиятельных племенных лидеров.